# آلفردو آنجلی
آلفردو آنجلی (ایتالیایی: Alfredo Angeli؛ ‏ ۷ اوت ۱۹۲۷ – ۲۵ نوامبر ۲۰۰۵) کارگردان فیلم، فیلم‌نامه‌نویس اهل ایتالیا بود.
وی کارش را با دستیاری لوئیجی زامپا شروع کرد و در اوایل دههٔ ۱۹۶۰ میلادی به کامیلو ماستروچینکوئه و ویتوریو کوتافاوی همکاری داشت. او مابین دههٔ ۱۹۶۰ تا دههٔ ۱۹۹۰ میلادی، بیش از ۳۰۰۰ فیلم تبلیغاتی کارگردانی نمود.
از فیلم‌های او می‌توان به شب غیرعادی اشاره کرد.